# Indigovliegenvanger
De indigovliegenvanger (Eumyias indigo) is een kleine zangvogel uit de familie van de vliegenvangers (muscicapidae) en de onderfamilie vliegenvangers van de Oude Wereld. Het is een algemeen voorkomende broedvogel van bergwouden op de Grote Soenda-eilanden. Het is een vrij makke vogel die zich gemakkelijk laat observeren. Het mannetje en het vrouwtje verschillen niet van elkaar.

## Kenmerken
De indigovliegenvanger is een gedrongen vogel met een korte staart met een gemiddelde lengte van 14 cm. De bovendelen en de kop van de volwassen vogel zijn indigoblauw. Ook de borst is blauw, overgaand in een dichte zwarte lengtestreping en een vuilwitte onderbuik. De staart is eveneens blauw, soms met witte veren. Rond het oog is de kop donkerblauw, maar daarboven is de voorkant van de kruin juist weer lichter blauw.

## Verspreiding en leefgebied
De indigovliegenvanger komt voor in montaan tropisch bos op Sumatra, Borneo en Java. Het is een typische vliegenvanger die zich vaak ophoudt aan de randen van het bos of bij struikgewas langs wegen, waar hij jacht maakt op insecten.
De soort telt 3 ondersoorten:
- E. i. ruficrissa: Sumatra.
- E. i. indigo: Java.
- E. i. cerviniventris: Borneo.

## Status
De indigovliegenvanger heeft een groot, maar gefragmenteerd verspreidingsgebied en daardoor is de kans op uitsterven gering. De grootte van de populatie is niet gekwantificeerd. De vogel is nog betrekkelijk algemeen en plaatselijk in reservaatgebieden nog talrijk. Door ontbossingen gaat de oppervlakte aan beschikbaar leefgebied achteruit. Echter, het tempo van achteruitgang in aantal ligt zeer waarschijnlijk onder de 30% in tien jaar (minder dan 3,5% per jaar). Om deze redenen staat de indigovliegenvanger als niet bedreigd op de Rode Lijst van de IUCN.